# A magyar labdarúgó-válogatott 2011. március 29-i mérkőzése
A magyar labdarúgó-válogatott Európa-bajnoki selejtező mérkőzése Hollandia ellen, 2011. március 29-én. Ez volt a magyar labdarúgó-válogatott 858. hivatalos mérkőzése. A végeredmény 5–3 lett a holland csapat javára.

## Előzmények
A két válogatott öt nap alatt másodszor csapott össze egymással. Az első mérkőzésen, Magyarországon, a hollandok nyertek, 4–0-ra. Ezzel az eredménnyel az E csoport tabelláján hatpontos előnyre tettek szert és eddig minden selejtezőjüket megnyerték, általában nagy gólaránnyal. A magyar válogatott csoportmásodikként várta a "visszavágót" a hollandok ellen, de egy vereség esetén, ha Svédország megveri Moldovát, a harmadik helyre csúszhattak volna vissza.

| „                                                            | A második mérkőzésen nagyobb hangsúlyt fektetünk a védekezésre, és javulnunk kell a labdaszerzés területén is. Teljesen defenzív játékot mégse várjon tőlünk senki, mi inkább a játszó futball hívei vagyunk, csak ezúttal zártabb alapállásban lépünk pályára. Mindezek mellett a gólszerzés lehetőségéről sem mondunk le. | ” |
| – Egervári Sándor, a magyar válogatott szövetségi kapitánya. | |   |

| „                                                              | Nem azért jöttek a magyarok, hogy vágóhídra feküdjenek. Mindenki azt hiszi, gyerekjáték lesz a keddi meccs, de ez nem igaz. Nagyon védekező felfogásban fognak játszani, ez megnehezíti a dolgunkat, sokkal kevesebb helyünk lesz futballozni. | ” |
| – Bert van Marwijk, a holland válogatott szövetségi kapitánya. | |   |

Tabella a mérkőzés előtt
| Csapat       | M | Gy | D | V | G+ | G– | Gk  | P  |
| ------------ | - | -- | - | - | -- | -- | --- | -- |
| Hollandia    | 5 | 5  | 0 | 0 | 16 | 2  | +14 | 15 |
| Magyarország | 5 | 3  | 0 | 2 | 12 | 8  | +4  | 9  |
| Svédország   | 3 | 2  | 0 | 1 | 9  | 4  | +5  | 6  |
| Moldova      | 4 | 2  | 0 | 2 | 5  | 3  | +2  | 6  |
| Finnország   | 4 | 1  | 0 | 3 | 10 | 6  | +4  | 3  |
| San Marino   | 5 | 0  | 0 | 5 | 0  | 29 | –29 | 0  |

## Keretek
Egervári Sándor a magyar labdarúgó-válogatott szövetségi kapitánya március 8-án hirdette ki a húszfős keretét, a két Hollandia elleni, márciusi Eb-selejtezőkre. Az első, magyarországi mérkőzés keretéhez képest több változás is történt a csapatban. Elek Ákos és Lipták Zoltán eltiltás miatt nem szerepelhetett a hollandiai találkozón. Helyettük két új játékost hívott meg Egervári Sándor a magyar labdarúgó-válogatott keretébe, Debreceni Andrást, valamint Komlósi Ádámot.
Bert van Marwijk a holland labdarúgó-válogatott szövetségi kapitánya március 9-én hirdette ki huszonhét főből álló bő keretét a magyarok elleni Eb-selejtezőkre. A keretből az első mérkőzésig hat játékos került ki sérülés miatt. Arjen Robben, Theo Janssen, Maarten Stekelenburg, Klaas-Jan Huntelaar, Hedwiges Maduro és Mark van Bommel sem szerepelhetett a mérkőzésen. A második mérkőzésre egyik játékos sem térhetett vissza a csapatba.
| Hollandia            | Hollandia | Hollandia | Hollandia         |
| Név                  | Kor       | Vál./Gól  | Klub              |
| -------------------- | --------- | --------- | ----------------- |
| Sander Boschker      | 40 éves   | 1 / 0     | Twente            |
| Jelle ten Rouwelaar  | 30 éves   | 0 / 0     | NAC Breda         |
| Michel Vorm          | 27 éves   | 6 / 0     | Utrecht           |
| Khalid Boulahrouz    | 29 éves   | 31 / 0    | Stuttgart         |
| John Heitinga        | 27 éves   | 67 / 6    | Everton           |
| Joris Mathijsen      | 30 éves   | 69 / 3    | Hamburg           |
| Erik Pieters         | 22 éves   | 7 / 0     | PSV Eindhoven     |
| Ron Vlaar            | 26 éves   | 4 / 0     | Feyenoord         |
| Gregory van der Wiel | 23 éves   | 22 / 0    | Ajax              |
| Ibrahim Afellay      | 24 éves   | 33 / 3    | Barcelona         |
| Urby Emanuelson      | 24 éves   | 13 / 0    | Milan             |
| Nigel de Jong        | 26 éves   | 51 / 1    | Manchester City   |
| Stijn Schaars        | 27 éves   | 13 / 0    | AZ                |
| Wesley Sneijder      | 26 éves   | 75 / 20   | Internazionale    |
| Kevin Strootman      | 21 éves   | 2 / 0     | Utrecht           |
| Rafael van der Vaart | 28 éves   | 89 / 17   | Tottenham Hotspur |
| Eljero Elia          | 24 éves   | 19 / 2    | Hamburg           |
| Luuk de Jong         | 20 éves   | 1 / 0     | Twente            |
| Dirk Kuijt           | 30 éves   | 75 / 19   | Liverpool         |
| Jeremain Lens        | 23 éves   | 4 / 1     | PSV Eindhoven     |
| Ruud van Nistelrooy  | 34 éves   | 69 / 34   | Hamburg           |
| Robin van Persie     | 27 éves   | 53 / 20   | Arsenal           |

| Magyarország      | Magyarország | Magyarország | Magyarország     |
| Név               | Kor          | Vál./Gól     | Klub             |
| ----------------- | ------------ | ------------ | ---------------- |
| Bogdán Ádám       | 23 éves      | 0 / 0        | Bolton Wanderers |
| Fülöp Márton      | 27 éves      | 23 / 0       | Ipswich Town     |
| Király Gábor      | 34 éves      | 80 / 0       | 1860 München     |
| Debreceni András  | 21 éves      | 0 / 0        | Budapest Honvéd  |
| Juhász Roland     | 27 éves      | 61 / 5       | RSC Anderlecht   |
| Komlósi Ádám      | 33 éves      | 10 / 0       | Debreceni VSC    |
| Laczkó Zsolt      | 24 éves      | 10 / 0       | Sampdoria        |
| Lázár Pál         | 23 éves      | 4 / 0        | Videoton         |
| Pintér Ádám       | 22 éves      | 2 / 0        | Real Zaragoza    |
| Vanczák Vilmos    | 27 éves      | 52 / 1       | Sion             |
| Czvitkovics Péter | 28 éves      | 5 / 0        | Debreceni VSC    |
| Dzsudzsák Balázs  | 24 éves      | 34 / 5       | PSV Eindhoven    |
| Gera Zoltán       | 31 éves      | 70 / 19      | Fulham           |
| Koltai Tamás      | 23 éves      | 2 / 0        | Győri ETO        |
| Koman Vladimir    | 22 éves      | 9 / 2        | Sampdoria        |
| Vadócz Krisztián  | 25 éves      | 35 / 2       | Osasuna          |
| Varga József      | 22 éves      | 5 / 0        | Debreceni VSC    |
| Priskin Tamás     | 24 éves      | 32 / 8       | Swansea City     |
| Rudolf Gergely    | 26 éves      | 19 / 5       | Bari             |
| Tököli Attila     | 34 éves      | 23 / 3       | Kecskeméti TE    |

 megjegyzés: Az adatok a mérkőzés előtti állapotnak megfelelőek!

## Az összeállítások
| 2011. március 29. 20:30 (UTC+1) |

| Hollandia                                                    | 5 – 3               | Magyarország                                            |
| ------------------------------------------------------------ | ------------------- | ------------------------------------------------------- |
| van Persie 13' Sneijder 61' van Nistelrooy 73' Kuijt 78' 81' | (1 – 0) Jegyzőkönyv | Rudolf 46' Gera 50' 75' Lázár 23' Pintér 39' Juhász 59' |

| Amsterdam ArenA, Amszterdam Nézőszám: 52 960 Játékvezető: Svein Oddvar Moen (norvég) |

| Hollandia | Magyarország |

| HOLLANDIA:           |    |                      |                 |
|                      |    |                      |                 |
| K                    | 1  | Michel Vorm          |                 |
| JV                   | 2  | Gregory van der Wiel |                 |
| V                    | 3  | John Heitinga        |                 |
| V                    | 4  | Joris Mathijsen      |                 |
| BV                   | 5  | Erik Pieters         | 64'             |
| KKP                  | 6  | Nigel de Jong        |                 |
| KKP                  | 8  | Rafael van der Vaart |                 |
| JTK                  | 7  | Dirk Kuijt           | 78' 81' 90'     |
| KTK                  | 10 | Wesley Sneijder      | 61'             |
| BTK                  | 11 | Ibrahim Afellay      |                 |
| CS                   | 9  | Robin van Persie     | 13' a szünetben |
| Cserék:              |    |                      |                 |
| V                    | 12 | Khalid Boulahrouz    |                 |
| V                    | 13 | Ron Vlaar            |                 |
| KP                   | 14 | Urby Emanuelson      | 64'             |
| KP                   | 15 | Kevin Strootman      |                 |
| K                    | 16 | Sander Boschker      |                 |
| BTK                  | 17 | Eljero Elia          | 90'             |
| CS                   | 18 | Ruud van Nistelrooy  | a szünetben 73' |
| Szövetségi kapitány: |    |                      |                 |
| Bert van Marwijk     |    |                      |                 |

| MAGYARORSZÁG:        |    |                   |                 |
|                      |    |                   |                 |
| K                    | 1  | Fülöp Márton      |                 |
| JV                   | 2  | Lázár Pál         | 23'             |
| V                    | 3  | Vanczák Vilmos    |                 |
| V                    | 4  | Juhász Roland     | 59'             |
| BV                   | 5  | Laczkó Zsolt      |                 |
| JKP                  | 10 | Gera Zoltán       | 50' 75'         |
| KKP                  | 11 | Pintér Ádám       | 39' a szünetben |
| KKP                  | 6  | Vadócz Krisztián  | 90'             |
| BKP                  | 7  | Dzsudzsák Balázs  |                 |
| CS                   | 8  | Rudolf Gergely    | 46'             |
| CS                   | 9  | Priskin Tamás     | 73'             |
| Cserék:              |    |                   |                 |
| K                    | 12 | Király Gábor      |                 |
| KKP                  | 13 | Varga József      |                 |
| CS                   | 14 | Tököli Attila     | 73'             |
| JKP                  | 15 | Koman Vladimir    | a szünetben     |
| JKP                  | 17 | Czvitkovics Péter | 90'             |
| V                    | 18 | Komlósi Ádám      |                 |
| V                    | 19 | Debreceni András  |                 |
| Szövetségi kapitány: |    |                   |                 |
| Egervári Sándor      |    |                   |                 |

## A mérkőzés
A találkozót Amszterdamban rendezték, magyar idő szerint 20:30-kor. A 13. percben a hollandok szereztek vezetést, egy szöglet utáni szituációban Robin van Persie talált a kapuba (1–0). A 19. percben Dzsudzsák Balázs egy gyorsan elvégzett szabadrúgás után volt eredményes, de a játékvezető érvénytelenítette a gólt és visszafújta a szabadrúgást. A félidőben 1–0-ra a hazaiak vezettek. A második félidő elején, a 46. percben Rudolf Gergely góljával egyenlített a magyar válogatott (1–1). Nem maradt sokáig döntetlen az állás, Gera Zoltán az 50. percben már előnyhöz juttatta a vendégeket (1–2), később az év magyar góljának is választották találatát. Tíz percre rá érkezett a válasz, Wesley Sneijder góljával újra egyenlő volt az állás (2–2). A 73. percben megfordították a mérkőzést a hollandok. A szünetben csereként beálló Ruud van Nistelrooy volt eredményes (3–2). Pár percre rá érkezett az újabb meglepetés. Gera kapott egy remek indítást, amit gólra is váltott, ezzel megszerezte a második gólját a mérkőzésen (75. perc, 3–3). Ekkor még nem volt vége a gólparádénak, három perccel a magyar csapatkapitány gólja után, Dirk Kuijt volt eredményes, ezzel előnyhöz juttatva a hazai csapatot (78. perc 4–3). A végeredményt is ő állította be, a 81. percben egy lecsúszott beadás kötött ki a magyar kapuban. Hollandia-Magyarország 5–3.

| „                 | Ez az a vereség, amely pozitívumot jelenthet számunkra, fegyelmezetten futballoztunk, úgy érzem, hogy az öt gól ellenére hátul is nagyon jól zártunk. Szerencsére a támadásokra is volt energiánk, a megszerzett három gól pedig emeli fényét a teljesítményünknek. (...) Nagy hangsúlyt fektettünk a mentális felkészítésre, hittünk magunkban az első meccsen történtek ellenére. Nem rágtuk magunkat, hanem felráztuk egymást. A képességekben benne volt, hogy bízhatunk ezekben a játékosokban. (...) Voltak fordulópontjai a meccsnek, sajnálom, hogy Dzsudzsák gólját nem adták meg a játékvezetők. Viszont úgy gondolom, hogy az utolsó tíz percet leszámítva megfeleltünk az elvárásoknak. | ” |
| – Egervári Sándor | |   |

| „                  | Nem sokszor látunk ilyen mérkőzést, mindenki gálameccset várt tőlünk, de ez nem mindig jön össze. A második félidőben szerencsés góllal egyenlítettek a magyarok, majd vezettek, de szerencsére fel tudtunk állni, és megnyertük a mérkőzést. (...) Jól kezdtük a mérkőzést, de egy nulla után túl lazák voltunk. Feleslegesen elszórtuk a labdákat, gyakorlatilag magunk ellen futballoztunk. Néha briliáns villanásaink voltak, de olykor naivan fociztunk, és ilyen naiv játékkal könnyen el is veszthetünk egy meccset. Több fegyelmezettséget várok a jövőben. Talán egy kicsit szerencsénk is volt. | ” |
| – Bert van Marwijk | |   |

További eredmények
| 2011. március 29. | Svédország | 2 – 1 | Moldova |

Tabella a mérkőzés után
| Csapat       | M | Gy | D | V | G+ | G– | Gk  | P  |
| ------------ | - | -- | - | - | -- | -- | --- | -- |
| Hollandia    | 6 | 6  | 0 | 0 | 21 | 5  | +16 | 18 |
| Svédország   | 4 | 3  | 0 | 1 | 11 | 5  | +6  | 9  |
| Magyarország | 6 | 3  | 0 | 3 | 15 | 13 | +2  | 9  |
| Moldova      | 5 | 2  | 0 | 3 | 6  | 5  | +1  | 6  |
| Finnország   | 4 | 1  | 0 | 3 | 10 | 6  | +4  | 3  |
| San Marino   | 5 | 0  | 0 | 5 | 0  | 29 | –29 | 0  |

- Svédország és  Magyarország között a sorrendet az egymás elleni eredmény határozza meg.

## Örökmérleg a mérkőzés után
| Magyarország | :         | Hollandia |
| ------------ | --------- | --------- |
| 5            | Győzelem  | 8         |
| 2            | Döntetlen | 2         |
| 27           | Gólok     | 39        |
| 17/45        | Pontok    | 26/45     |
| 37,8         | %         | 57,8      |